# Лунмынь (уезд)
Лунмы́нь (кит. упр. 龙门, пиньинь Lóngmén) — уезд городского округа Хойчжоу провинции Гуандун (КНР).

## История
После того, как в 214 году до н.э. эти земли вошли в состав империи Цинь, они стали частью уезда Паньюй. Во времена империи Хань в 201 году до н.э. из уезда Паньюй был выделен уезд Цзэнчэн. Во времена империи Мин в 1496 году из уезда Цзэнчэн был выделен уезд Лунмынь.
После вхождения этих мест в состав КНР в 1950 году был образован Специальный район Дунцзян (东江专区), и уезд вошёл в его состав. В 1952 году Специальный район Дунцзян был расформирован, и уезд перешёл в состав Административного района Юэчжун (粤中行政区). В конце 1955 года было принято решение о расформировании Административных районов, и с 1956 года уезд перешёл в состав нового Специального района Хойян (惠阳专区). В ноябре 1958 года уезд Лунмэнь был присоединён к уезду Цзэнчэн. В марте 1959 года Специальный район Хойян был расформирован, и уезд Цзэнчэн перешёл в состав Специального района Фошань (佛山专区).
В октябре 1961 года уезд Лунмэнь был вновь выделен из уезда Цзэнчэн и вошёл в состав Специального района Фошань
В июне 1963 года Специальный район Хойян был воссоздан, и уезд вернулся в его состав. В октябре 1970 года Специальный район Хойян был переименован в Округ Хойян (惠阳地区). В марте 1975 года уезд Лунмэнь был передан под юрисдикцию властей Гуанчжоу.
Постановлением Госсовета КНР от 1 января 1988 года был расформирован округ Хойян (惠阳地区), а вместо него было образовано несколько городских округов, одним из которых стал городской округ Хойчжоу; уезд перешёл в состав городского округа Хойчжоу.

## Административное деление
Уезд делится на 1 уличный комитет, 8 посёлков и 1 национальную волость.